# Densiphalt
Densiphalt är en semi-flexibel variant på asfalt för vägbeläggning där man lägger porös asfalt (25-30% hålrum) och häller över en cementslurry (densit) som rinner ner i den porösa asfalten. Resultatet blir en vägbeläggning som inte är lika sprickbenägen som betongplattor men som håller formen bättre än asfalt. Tanken är att kombinera goda egenskaper från asfalt och betong.
Densiphaltens naturlig färg är ljusgrå men cementslurry kan färgas.
Densiphalt är lämplig att använda på lastplatser för tunga fordon eller hållplatser för bussar. Densiphalten "kryper" inte iväg och bildar spår lika lätt som vanlig asfalt. Inte heller spricker den lika lätt som gjuten betongplatta.
Densiphalten kan användas tillsammans med olika typer av underlag som påverkar bärigheten t.ex. asfalt eller CG

## Exempel på ställen där Densifalt används
- Hållplatsen Nybroplan i Stockholm.
- Tvärbanan mellan Sickla Kaj och Sickla Udde.
- Uppställningsplatser för flygplan på Arlanda.
- Industrigolv, JULA lager Skara
- Soptippen Tenhult, Jönköping